# Strada europea E62
La strada europea E62 è una strada di classe A e, come si evince dal numero, è una intermedia ovest-est.
Si sviluppa in tre nazioni (Francia, Svizzera e Italia) per complessivi 1307 km collegando due grandi porti marittimi europei, Nantes e Genova. Tra le città più importanti toccate dall'itinerario, oltre ai due capisaldi, vi sono Poitiers e Mâcon in Francia, Ginevra e Losanna in Svizzera, Milano e Pavia in Italia.
Il suo percorso comprende per la maggior parte autostrade e superstrade, ma anche strade a viabilità ordinaria (tra le quali vi sono strade di montagna). La E62 valica le Alpi al Passo del Sempione, confine tra Svizzera e Italia, a una quota di 2005 metri.

## Percorso
| E62 NANTES-GENOVA   |                               |                                                      |                         |
| Stato               | Tipologia                     | Tratto                                               | Interconnessioni        |
| Francia (bandiera)  | N249                          | Nantes-Cholet                                        | E03, E60                |
| Francia (bandiera)  | N160                          | Cholet-Mortagne sur Sevre                            |                         |
| Francia (bandiera)  | N149                          | Mortagne sur Sevre-Bressuire ovest                   |                         |
| Francia (bandiera)  | N149                          | Tangenziale nord di Bressuire                        |                         |
| Francia (bandiera)  | N149                          | Bressuire est-Parthenay-Poitiers                     | E05                     |
| Francia (bandiera)  | N147                          | Tangenziale est di Poitiers                          |                         |
| Francia (bandiera)  | N147                          | Mignaloux Beauvoir-Bellac                            |                         |
| Francia (bandiera)  | N145                          | Bellac-Saint Maurice la Souterraine                  | E09                     |
| Francia (bandiera)  | N145                          | Saint Maurice la Souterraine-Gouzon                  |                         |
| Francia (bandiera)  | N145                          | Gouzon-Montluçon                                     |                         |
| Francia (bandiera)  | N145                          | Tangenziale nord di Montluçon                        |                         |
| Francia (bandiera)  | A71                           | Bedun (Montluçon)-Montmarault                        | in comune con E11       |
| Francia (bandiera)  | N79                           | Montmarault-Chavannes                                |                         |
| Francia (bandiera)  | N79                           | Chavannes-Paray le Monial                            | in comune con E607      |
| Francia (bandiera)  | N79                           | Paray le Monial-Mâcon                                | E15                     |
| Francia (bandiera)  | autostrada                    | Mâcon - Ginevra                                      | E611; in comune con E21 |
|                     | autostrada                    | Ginevra-Losanna                                      | in comune con E25       |
| autostrada          | Losanna-Martigny-Sierre       | E27, E23                                             |                         |
| viabilità ordinaria | Sierre-Briga                  |                                                      |                         |
| semi-autostrada     | Tangenziale di Briga-Glis     |                                                      |                         |
| viabilità ordinaria | Ried-Passo del Sempione-Gondo |                                                      |                         |
| Italia (bandiera)   | viabilità ordinaria           | (Confine di Stato di Iselle) Iselle - Crevoladossola |                         |
| Italia (bandiera)   | superstrada                   | Crevoladossola - Ornavasso                           |                         |
| Italia (bandiera)   | autostrada                    | Ornavasso - Gravellona Toce - Gattico                |                         |
| Italia (bandiera)   | autostrada                    | Gattico - Gallarate                                  |                         |
| Italia (bandiera)   | autostrada                    | Gallarate - Milano nord                              |                         |
| Italia (bandiera)   | autostrada                    | Tangenziale Ovest di Milano                          | E64, E35                |
| Italia (bandiera)   | autostrada                    | Milano - Genova                                      | E70; E80                |